# Awadesh Pratap Singh
Awadesh (Awadhesh) Pratap Singh (Bengali: আওয়াধেশ প্রতাপ সিংহ, Hindi: अवधेश प्रताप सिंह, Telugu: అవధేష్ ప్రతాప్ సింగ్;* Oktober 1888 in Rampur Baghelan, Distrikt Satna, Britisch-Indien, heute: Madhya Pradesh; † 16. Juni 1967 in Kanpur, Uttar Pradesh) war ein indischer Politiker des Indischen Nationalkongresses (INC), der von 1948 bis 1949 Chief Minister von Vindhya Pradesh war. Er war zudem zwischen 1952 und 1960 Mitglied der Rajya Sabha, des Oberhauses des Parlaments (Bhāratīya Sansad).

## Leben
Captain Awadesh Pratap Singh, Sohn von Lal Chandra Shekhar Singh, absolvierte ein grundständiges Studium, welches er mit einem Bachelor of Arts (B.A.) beendete. Ein darauf folgendes Studium der Rechtswissenschaften schloss er mit einem Bachelor of Laws (LL.B.) ab. Nach Ende des Zweiten Weltkrieges war er zwischen 1946 und 1950 Mitglied der Verfassunggebenden Versammlung (Constituent Assembly of India). Er war 1948 kurzzeitig Premierminister des Fürstenstaates Rewa und wurde daraufhin im Juli 1948 Chief Minister des am 4. April 1948 gegründeten Bundesstaates Vindhya Pradesh. Er bekleidete dieses bis zum 15. April 1949, woraufhin eine Präsidialregierung (President’s rule) zu Verwaltung dieses Bundesstaates eingerichtet wurde.
Danach war er zwischen 1950 und 1952 Mitglied des Provisorischen Parlaments (Provisional Parliament) und wurde am 3. April 1952 erstmals Mitglied der Rajya Sabha, des Oberhauses des Parlaments (Bhāratīya Sansad), der er nach seiner Wiederwahl am 3. April 1954 bis zum 2. April 1960 angehörte. Aus seiner Ehe mit Maharaj Kumari stammte eine Tochter sowie sein Sohn Govind Narayan Singh (1920–2005), der unter anderem zwischen 1967 und 1969 Chief Minister von Madhya Pradesh sowie von 1988 bis 1989 Gouverneur von Bihar war. Ihm zu Ehren wurde die 1968 eröffnete Awadhesh Pratap Singh University in Rewa benannt.